# Vitola (actriz)
Fannie Kauffman (Toronto, 11 de abril de 1924-Ciudad de México, 21 de febrero de 2009), conocida como Vitola, fue una actriz y comediante canadiense, fue principalmente conocida por su trabajo en películas de comedia en las décadas de 1950 y 1960, apareciendo frecuentemente junto a Germán Valdés "Tin-Tan".

## Biografía y carrera
A los diez meses fue llevada a Cuba por sus padres «en un tren a vapor de tercera clase», como relató ella misma en una entrevista.  En La Habana, Cuba, su padre ejercería el oficio de tintorero, mientras ella tomaba clases de canto y declamación, ya que su inicial vocación era la ópera. 
Los padres de Kaufman la inscribieron en un concurso de radio cuando tenía once años y medio. El concurso buscaba una niña para aparecer en el programa diario de radio infantil, La Escuelita. Kauffman ganó el concurso y comenzó a aparecer en la radio con el equipo cómico cubano, Agapito y Timoteo. Kauffman se ganó su apodo de por vida, Vitola, mientras trabajaba en la radio cubana. Su apodo se basa en la vitola de los puros cubanos.
Vivió en la capital cubana hasta los 21 años, cuando decidió buscar fortuna artística en la Ciudad de México, (D.F). Muy pronto debutaría en el Teatro Abreu como cantante, pero pocos años después, en 1946, comenzó su trayectoria como actriz cómica en el cine mexicano, concretamente en la película Se acabaron las mujeres, dirigida por Ramón Peón.
Se casó con el diplomático regiomontano Humberto Elizondo, padre del actor también llamado Humberto Elizondo.
Fue solicitada para actuar en numerosas películas; uno de sus coprotagonistas sería el conocido actor cómico Germán Valdés "Tin-Tan". Excelente actriz de cuadro, de grandes capacidades para el humor, explotó la originalidad de su estrambótica y delgada figura. Su actuación en la cinta El rey del barrio es una de las más memorables de una actriz que, sin duda desaprovechada, tuvo que ceder al gusto del público de entonces, demasiado prendado de las bromas del citado Tin-Tan. La actuación de la Kauffmann sigue sorprendiendo, transcurridos ya tantos años, por su genial comicidad y por ser una extraordinaria soprano natural. La etapa más relevante de su trayectoria alcanzó hasta los años ochenta. Viuda, contrajo matrimonio por segunda vez con el ventrílocuo mexicano Alex King, con el que procreó tres hijos, David, Abraham y Moisés, los dos últimos fallecidos.[cita requerida]
Vitola es recordada con gran cariño por parte del público de México, Centro y Sudamérica, y también en los Estados Unidos, país que visitó en múltiples ocasiones, con gran éxito en cada una de sus presentaciones.
Fue pionera de la televisión mexicana, con destacada participación en programas como Estrellas Palmolive, TV musical Ossart, Revista musical Nescafé, programas emitidos en los años 60. A color participó en los unitarios Las Comadres, Salsa y en diversas participaciones en los programas El Show del Loco Valdés, Mala Noche No con Verónica Castro y otros.
Durante muchos años de su carrera, fue el contacto directo con su público, a través de innumerables giras y presentaciones en teatros a lo largo y ancho del país, lo que le mantuvo siempre vigente en el gusto del público. Cabe mencionar la legendaria gira nacional con el " Béisbol Cómico" cuyo equipo era integrado por: Eleazar García «Chelelo», Adalberto Martínez «Resortes», Xavier López «Chabelo», "Trosky", el grupo de enanitos, siendo Vitola la mánager del equipo y contando con invitados como "Mantequilla Nápoles", "El Santo" y las figuras femeninas de la época, siendo el narrador oficial del equipo su hijo, Humberto Elizondo, cuya narración hacía espectacular cada encuentro, que desde luego siempre ganaban los cómicos.[cita requerida]
Fue pionera como socia de la Asociación Nacional de Actores (ANDA) y tuvo la gran alegría y satisfacción de ver electo a su hijo Humberto Elizondo, como Secretario General, después de una brillante trayectoria sindical.[cita requerida]

### Muerte
El 21 de febrero de 2009, Kauffman falleció en Ciudad de México a los 84 años de edad, por causas naturales.

## Filmografía
- 1989: Metiche y encajoso
- 1986: Lola La Trailera 2a.Parte
- 1985: El secuestro de Lola
- 1984: Siempre en domingo
- 1982: El ánima de Sayula
- 1981: D.F./Distrito Federal
- 1980: Burlesque
- 1979: El secuestro de los cien millones
- 1979: Amor a la mexicana
- 1978: Los amantes fríos
- 1974: El valle de los miserables
- 1973: Las tarántulas
- 1968: Préstame a tu mujer
- 1968: Autopsia de un fantasma
- 1967: El matrimonio es como el demonio
- 1965: Tintansón Crusoe
- 1964: La cigüeña distraída
- 1963: El hombre de papel
- 1963: El tesoro del rey Salomón
- 1960: El fantasma de la opereta
- 1960: El Supermacho
- 1958: Concurso de belleza
- 1958: Viaje a la luna
- 1958: Locura musical
- 1956: Club de señoritas
- 1955: Los platillos voladores
- 1955: La barba azul
- 1954: El vizconde de Montecristo
- 1954: Miradas que matan
- 1953: De ranchero a empresario
- 1953: Mi papá tuvo la culpa
- 1952: Música, mujeres y amor
- 1951: Vivillo desde chiquillo
- 1950: ¡Ay, amor, cómo me has puesto!
- 1950: La vida en broma
- 1950: Simbad el Mareado
- 1950: También de dolor se canta
- 1949: El rey del barrio
- 1946: Se acabaron las mujeres